# Епархия Лимбурга
 Епархия Лимбурга  (лат. Dioecesis Limburgensis) — епархия Римско-Католической церкви с центром в городе Лимбург, Германия. Епархия Лимбурга входит в митрополию Кёльна. Кафедральным собором епархии Лимбурга является церковь святого Георгия.

## История
16 августа 1821 года Римский папа Пий VII издал буллу «Provida solersque», которой учредил епархию Лимбурга, выделив её из епархии Трира. В этот же день епархия Лимбурга вошла в митрополию Фрайбурга. 13 августа 1930 года Римский папа Пий XI выпустил буллу «Pastoralis officii nostril», которой присоединил епархию Лимбурга к митрополии Кёльна.

## Ординарии епархии
- Jakob Brand (21.05.1827 — 26.10.1833);
- Johann Wilhelm Bausch (8.01.1834 — 9.04.1840);
- Peter Joseph Blum (20.01.1842 — 30.12.1884);
- Johannes Christian Roos (19.02.1885 — 2.06.1886);
- Karl Klein (25.09.1886 — 6.02.1898);
- Dominikus (Martin Karl) Willi (15.06.1898 — 6.01.1913);
- Августинус Килиан[нем.] (22.01.1913 — 30.10.1930);
- Антониус Хильфрих[нем.] (30.10.1930 — 5.02.1947);
- Фердинанд Дирихс[нем.] (24.09.1947 — 27.12.1948);
- Вильгельм Кемпф[нем.] (28.05.1949 — 10.08.1981);
- Франц Кампхауз (3.05.1982 — 2.02.2007);
- Франц-Петер Тебартц-ван Элст (28.11.2007 — 26.03.2014);
  - Sede Vacante (2014-2016);
- Георг Бетцинг[нем.] (1.07.2016 — по настоящее время).

## Источник
- Annuario Pontificio, Libreria Editrice Vaticana, Città del Vaticano, 2003, ISBN 88-209-7422-3
- Булла Provida solersque, Bullarii romani continuatio, XV, Romae 1853, pp. 424—431  (лат.)
- Булла Pastoralis officii nostri, AAS 23 (1931), p. 34  (лат.)